# Sant'Antimo
Sant'Antimo es un municipio italiano localizado en la ciudad metropolitana de Nápoles, región de Campania. Cuenta con 33.953 habitantes en 5,9 km².
Limita con los municipios de Casandrino,  Giugliano de Campania, Grumo Nevano, Melito di Napoli, en la ciudad metropolitana de Nápoles, y con Aversa, Cesa y Sant'Arpino, en la provincia de Caserta.

## Evolución demográfica
| Gráfica de evolución demográfica de Sant'Antimo entre 1861 y 2011 |
|                                                                   |
| Fuente ISTAT - elaboración gráfica de Wikipedia                   |